# Tabanus laevigatus
Tabanus laevigatus är en tvåvingeart som beskrevs av Szilady 1926. Tabanus laevigatus ingår i släktet Tabanus och familjen bromsar. Inga underarter finns listade i Catalogue of Life.